# فرودگاه ملی میلوس آیلند
فرودگاه ملی میلوس آیلند (به انگلیسی: Milos Island National Airport) یک فرودگاه همگانی مسافربری با کد یاتا MLO است که یک باند فرود آسفالت دارد و طول باند آن ۸۰۰ متر است. این فرودگاه در شهر میلوس کشور یونان قرار دارد و در ارتفاع ۳ متری از سطح دریا واقع شده‌است.

## شرکت‌های هواپیمایی و مقصدهای پروازی
| شرکت‌های هواپیمایی    | مقصدهای پروازی |
| -------------------- | -------------- |
| آسترا ایرلاینز       | فصلی: سالونیک  |
| المپیک ایر           | فصلی: آتن      |
| Sky Express (Greece) | آتن (PSO)      |